# Epictet (decorador)

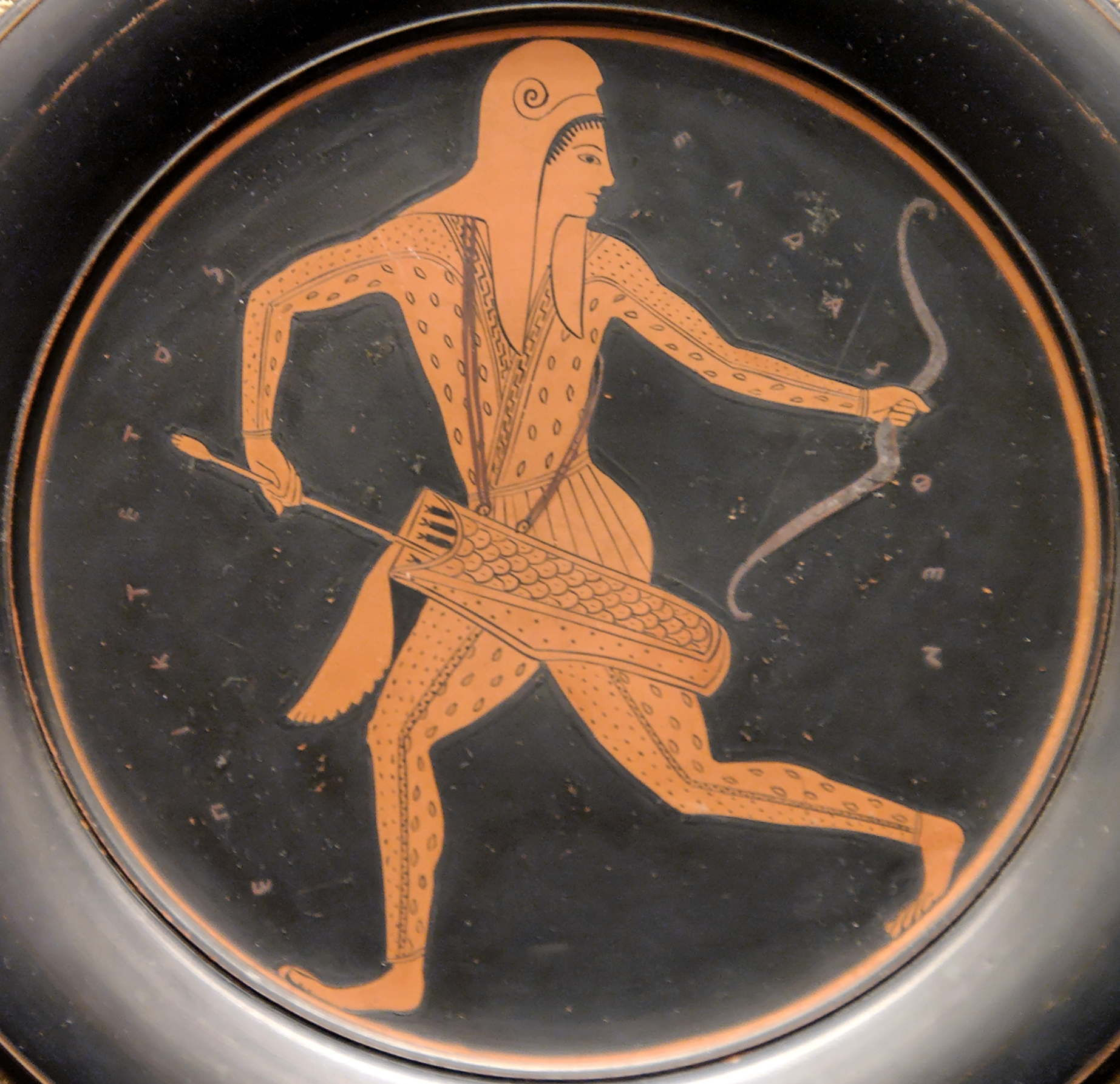
Arquer escita en un plat decorat per Epictet

Epictet (en llatí Epictetus, en grec antic Ἐπίκτητος) fou un pintor grec de vasos ceràmics que va treballar al segle v aC del que es coneixen uns 40 vasos pintats per ell, signats i ornats amb el que es coneix com a Ceràmica de figures vermelles que representaven generalment persones bevent. Va signar també algunes peces del que s'anomena Ceràmica bilingüe, on incloïa pintures de Ceràmica de figures negres i de figures vermelles, pintades sens dubte en el període de transició dels dos estils.